# Łazy (Głęboczek)
Łazy – kolonia wsi Głęboczek w Polsce, położona w województwie podlaskim, w powiecie siemiatyckim, w gminie Perlejewo.
W latach 1975–1998 kolonia administracyjnie należała do województwa łomżyńskiego.